# Arthur Cravan
Fabian Avenarius Lloyd dit Arthur Cravan, né le 22 mai 1887 à Lausanne (Suisse) et disparu vraisemblablement dans le golfe de Tehuantepec, au large de Salina Cruz (Mexique), en novembre 1918, est un poète et boxeur helvético-britannique de langue française.
Considéré, tant par les dadaïstes que par les surréalistes, comme un des précurseurs de leurs mouvements, Arthur Cravan a provoqué le scandale partout où il est passé.

## Biographie

### Origines
Il naît Fabian Avenarius Lloyd, de Clara St-Clair Hutchinson (dite Nellie, morte en 1934) et d'Otho Holland Lloyd (1856-1930), fils d'Horace Lloyd (1829-1874), conseiller de la reine Victoria. Son frère aîné, Otho Lloyd (1885-1979), devient peintre. Il est par ailleurs le neveu par alliance d'Oscar Wilde qui avait épousé Constance Mary Lloyd, la tante d’Arthur et la sœur d’Otho Holland Lloyd, en 1884. Il est l'arrière-petit-fils de John Horatio Lloyd.

### Paris

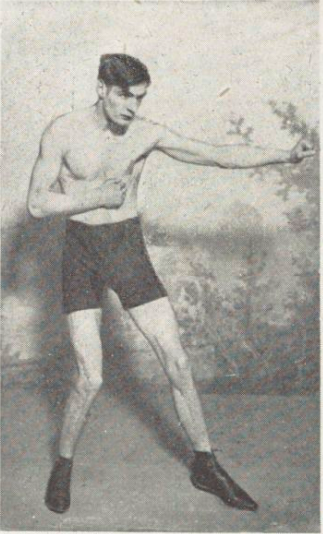
Fabian en jeune boxeur mi-lourd (La Vie au grand air, mars 1910).

Son arrivée à Paris date de l'hiver 1908. Il s'établit d'abord dans un hôtel rue Delambre, puis il loue un appartement au 67, rue Saint-Jacques, qu'il conserve jusqu'en 1915. Son café préféré est La Closerie des Lilas.
Le 10 juin 1909, Fabian produit en une de L'Écho des sports un texte intitulé « To be or not to be… American », fruit de son voyage aux États-Unis,.
À compter de février 1910, la presse sportive parisienne mentionne régulièrement les noms d'Otho et Fabian Lloyd, en tant que jeunes boxeurs suisses, catégorie mi-lourd. On trouve des comptes rendus de matchs dans L'Auto, La Boxe et les boxeurs et L'Éducation physique. Dans La Vie au grand air de mars, l'on apprend qu'il a battu un certain Pecqueniaux par abandon de ce dernier, qui ne s'est pas présenté : il est déclaré champion de France des mi-lourds dans sa catégorie, sans avoir combattu. Entraîné par Fernand Cuny, les deux frères font alors partie de l'équipe du Club pugiliste de Paris, qui était chargée par la Fédération française des sociétés de boxe d'organiser les combats de novices. Après le mois de mai, Fabian cesse les combats.
En 1912, il choisit le pseudonyme de « Cravan » probablement en hommage à sa fiancée d'alors, la Française Renée Bouchet, née à Cravans, en Charente-Maritime. Et pour prénom Arthur en hommage à Rimbaud.
Entre avril 1912 et mars 1915, à Paris, il est l'éditeur et le rédacteur unique de la revue Maintenant, dont il produit cinq numéros, mêlant critiques littéraires et artistiques aux excentricités et provocations de toutes sortes.
Dans un article publié dans le no 2 de Maintenant, daté de juillet 1913, Cravan fait une description iconoclaste de sa visite chez André Gide :

« Monsieur Gide n'a pas l'air d'un enfant d'amour, ni d'un éléphant, ni de plusieurs hommes : il a l'air d’un artiste ; et je lui ferai ce seul compliment, au reste désagréable, que sa petite pluralité provient de ce fait qu'il pourrait très aisément être pris pour un cabotin. Son ossature n'a rien de remarquable ; ses mains sont celles d'un fainéant, très blanches, ma foi ! Dans l'ensemble, c'est une toute petite nature. »

En 1932, André Breton affirme dans une lettre qu'André Gide ne se releva jamais de ces quelques pages de critique désinvolte.
Dans le no 4 de cette revue, ayant insulté la peintre Marie Laurencin, il y publie le rectificatif suivant :

« Puisque j'ai dit : “En voilà une qui aurait besoin qu'on lui relève les jupes et qu'on lui mette une grosse … quelque part”, je tiens essentiellement qu'on comprenne à la lettre : “En voilà une qui aurait besoin con lui relève les jupes et con lui mette une grosse astronomie au Théâtre des Variétés”. »

Plus loin, dans ce même article, portant sur « L'Exposition des Indépendants », Cravan s'en prend à tous les peintres qu'il estime médiocres et aussi à Guillaume Apollinaire qui, par la suite, lui envoie ses témoins.
Toujours à Paris, Cravan annonce son suicide public, l'auditorium étant rempli de curieux. Il les accuse alors de voyeurisme puis fait une conférence exceptionnellement détaillée de trois heures sur l'entropie.

### Barcelone et la boxe

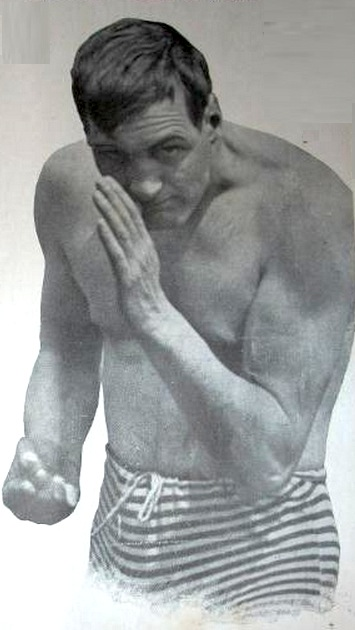
Cravan pose pour le magazine espagnol Stadium (avril 1916).

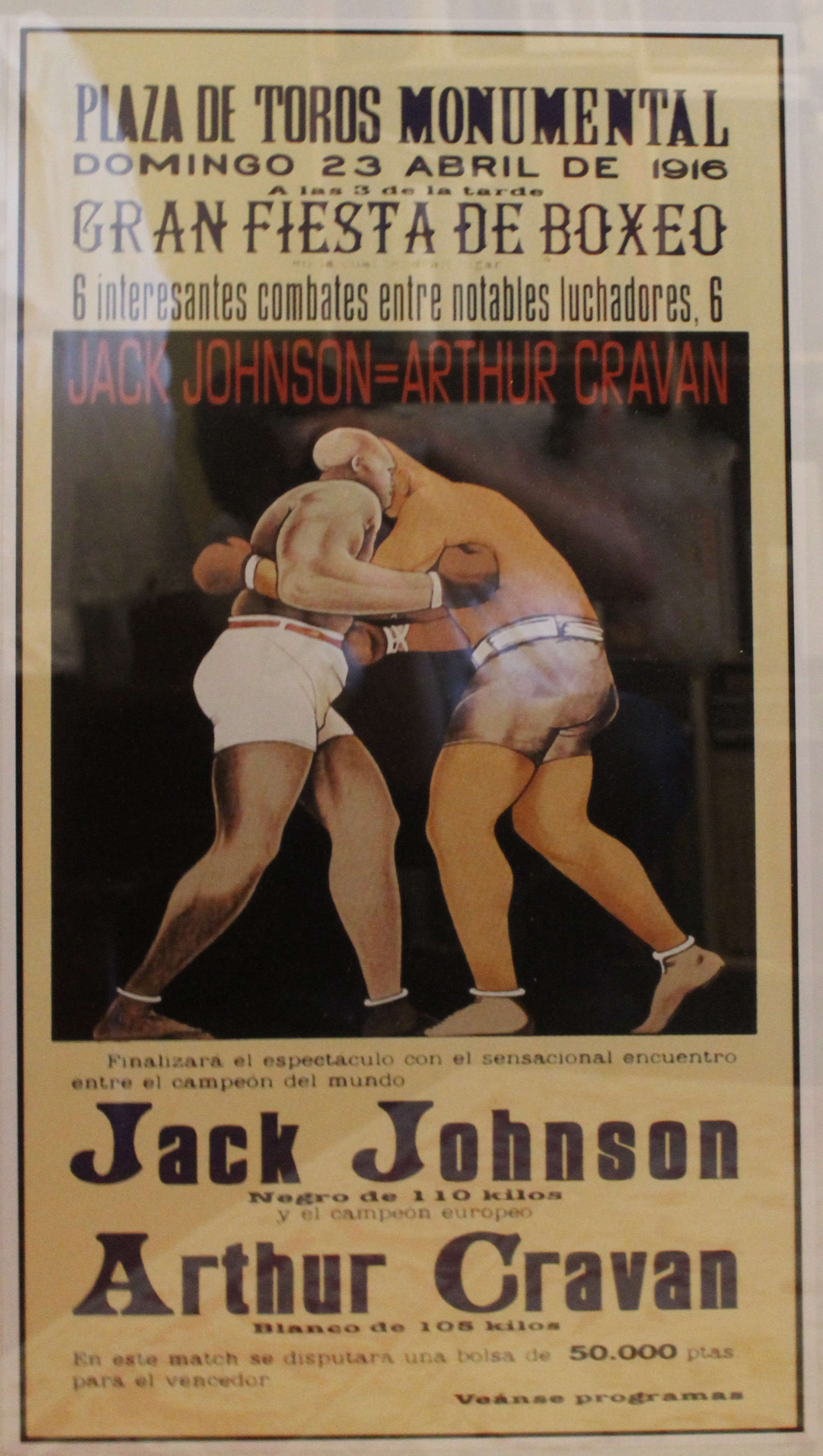
Reproduction de l'affiche du combat entre Arthur Cravan et Jack Johnson à Barcelone, le 26 avril 1916.

En 1915, il quitte la France en guerre et traverse l'Europe entière, muni de faux passeports, avant de trouver refuge à Barcelone en 1916, où il renoue avec la boxe en organisant un combat le 26 avril au Plaza de Toros Monumental avec l'ancien champion du monde de boxe noir américain Jack Johnson qui le met KO au 6e round. Pour Bertrand Lacarelle, ce combat est en quelque sorte le premier « happening », la première « performance » de l'histoire de l'art. Un autre combat a lieu le 26 juin suivant, cette fois au Frontón Condal de Barcelone contre le Français Franck Hoche (mort en 1964), mais ne dure qu'un round, Cravan s'étant présenté ivre est déclaré forfait.

### États-Unis, Mexique: la rencontre avec Mina Loy
Pour fuir l'Europe en guerre, Arthur Cravan s'embarque ensuite pour New York en décembre 1916. Sur place, invité par Francis Picabia et Marcel Duchamp à donner une conférence au Grand Central Gallery sur les artistes indépendants de France et d'Amérique, Mais, entré dans la salle chancelant et visiblement ivre, il tape du poing sur la table et commence à se dévêtir. Il est emmené menotté et traîné par les policiers en criant son indignation, selon le témoignage d'Henri-Pierre Roché, qui assiste à la scène avec ses amis Duchamp et Picabia. Le lendemain, la presse new-yorkaise, tout en le blâmant, se montre pourtant compréhensive : « Monsieur Cravan était vraiment un peu fou, mais il était aussi sans doute indépendant. Or, le sujet de la conférence n'était-il pas l'indépendance des artistes ? »,.
La revue 391 lancée par Picabia en janvier 1917 à Barcelone doit sans doute beaucoup à l'esprit de Cravan : la filiation entre lui et Dada s'y inscrit à partir de ce moment-là, mais Cravan n'a jamais formellement adhéré à ce mouvement.
Lors d'une soirée chez les époux Arensberg à Manhattan, il fait la connaissance de la journaliste et future dramaturge Sophie Treadwell de laquelle il s'éprend. Quelque temps plus tard lors de la soirée organisée par Marcel Duchamp pour fêter la naissance de son éphémère revue, The Blind Man, il rencontre la peintre et poétesse Mina Loy, avec qui il commence à vivre une intense passion. En janvier 1918, elle le rejoint à Mexico où ils se marient en avril.
En novembre 1917, l'entrée en guerre des États-Unis, l'avait poussé, avec Mina Loy, à chercher l'asile du côté du Mexique, puis c'est l'Argentine qui tente le couple. Ils préparent leur voyage à la fin de l'été 1918, du moins c'est ce qu'il écrit dans une ultime lettre à sa mère Nellie le 3 septembre 1918.
Le 15 septembre 1918, il participe en tant que Suisse, à son dernier combat de boxe, à la Plaza de toros Monumental, à Mexico, contre l'Américain Jim Smith, qu'il perd en deux rounds.
Le 18 octobre 1918, le magazine mexicain Arte y deportes annonce un nouveau match de boxe entre Cravan et Smith, cette fois à Veracruz, mais qui n'a pas lieu, le couple se trouvant alors dans l'impossibilité d'embarquer depuis le port de Veracruz pour Buenos Aires, et ce, pour une raison inconnue. Ils repartent cette fois pour la Côte pacifique, et atteignent Salina Cruz. Mina Loy, enceinte et fragile, embarque seule à bord d'un navire sanitaire japonais en direction de la capitale argentine où ils se donnent rendez-vous.
Selon un ami témoin appelé Owen Cattell, un pacifiste et déserteur américain, dans une lettre dont l'original n'a pas été retrouvé, Arthur Cravan aurait ensuite embarqué de son côté, sur un bateau qu'il aurait acheté à Puerto Ángel (es), mais devant rallier Salina Cruz par gros temps pour retrouver deux marins et Cattell, aurait disparu dans l'isthme de Tehuantepec, durant la forte tempête qui dura plusieurs jours, vraisemblablement au début du mois de novembre 1918 : après cette date, on perd totalement toute trace de lui. Son corps n'a jamais été retrouvé. Mina Loy se lance alors dans une enquête à travers le monde jusqu'en novembre 1921. La police mexicaine aurait fait état de deux corps d'hommes abattus près de la frontière américaine, au bord du Río Grande ; le signalement de l'un d'eux, cheveux blond cendré et de très grande taille (Cravan mesurait près de 2 mètres et pesait plus de 100 kilos), pouvait correspondre à celui de Cravan. L'une des questions que posa son frère Otho, qui crut longtemps que son frère avait fui ses devoirs de père, est : pourquoi, en plein conflit, son frère voulait-il passer par le canal de Panama pour rejoindre Buenos Aires quand il n'avait aucun passeport en règle sur lui et qu'il était recherché pour ses activités de pacifiste ?
Prenant pour modèle son mari disparu, Mina Loy commence un roman, Colossus, resté inachevé. De leur union est née en Grande-Bretagne, le 5 avril 1919, leur fille unique Jemima Fabienne Benedict qui se suicide en 1997. Les descendants d'Arthur Cravan vivent aujourd'hui à Aspen dans le Colorado.

## Postérité
André Breton accorde une grande importance historique à la revue Maintenant pour avoir été la première dans laquelle certaines préoccupations extra-littéraires et même antilittéraires ont pris le pas sur les autres : il affirme dans son Anthologie de l'humour noir qu'il est impossible de ne pas découvrir en Cravan les signes annonciateurs de Dada. Philippe Squarzonni, Sébastien Montag et Paskua se réclament de sa filiation.
Arthur Cravan a entraîné depuis les années 1970 une abondante littérature autour de sa personnalité. Dans une œuvre de fiction parue en 2006, le critique d'art Philippe Dagen va jusqu'à imaginer la « suite » de la vie d'Arthur Cravan, supposant qu'il ne serait pas mort en 1918.

### Réception critique
- « Avant de parler, il a tiré quelques coups de pistolet puis a débité, tantôt riant, tantôt sérieux, les plus énormes insanités contre l’art et la vie. Il a fait l’éloge des gens de sport, supérieurs aux artistes, des homosexuels, des voleurs du Louvre, des fous, etc. Il lisait debout en se dandinant, et, de temps à autre, lançait à la salle d’énergiques injures. » — Paris-Midi, 6 juillet 1914.
- « J'aime mieux Arthur Cravan qui a fait le tour du monde pendant la guerre, perpétuellement obligé de changer de nationalité afin d'échapper à la bêtise humaine. Arthur Cravan s'est déguisé en soldat pour ne pas être soldat, il a fait comme tous nos amis qui se déguisent en honnête homme pour ne pas être honnête homme. » — Francis Picabia, Jésus-Christ Rastaquouère (1920).
- « Les connaisseurs respireront dans ces pages le climat pur du génie, du génie à l'état brut. Longtemps les poètes reviendront y boire comme à une source. » — André Breton, Note sur Arthur Cravan (1942)[15].
- « Les gens que j'estimais plus que personne au monde étaient Arthur Cravan[16] et Lautréamont, et je savais parfaitement que tous leurs amis, si j'avais consenti à poursuivre des études universitaires, m'auraient méprisé autant que si je m'étais résigné à exercer une activité artistique ; et, si je n'avais pas pu avoir ces amis-là, je n'aurais certainement pas admis de m'en consoler avec d'autres. » — Guy Debord, Panégyrique, tome premier (1989).
- « Arthur Cravan, le “poète aux cheveux les plus courts du monde”, le fondateur et seul rédacteur de la revue Maintenant (cinq numéros explosifs), boxeur, anarchiste, conférencier, danseur, aventurier, beau, insultant, direct, dissimulé, voyageur, déserteur. Il a hanté l'imagination révoltée d'André Breton et de Guy Debord. » — Philippe Sollers, Le Monde, 24 mai 1996[17].

### Citations
- « Les abrutis ne voient le beau que dans les belles choses. » — « Pif », Maintenant, no 5, mars-avril 1915[18]
- « J’ai toujours essayé de considérer l’art comme un moyen et non comme un but » (« André Gide », Maintenant, no 2, juillet 1913[19]
- « Dans la rue, on ne verra bientôt plus que des artistes et l’on aura toutes les peines du monde à y découvrir un homme. » — « L'Exposition des Indépendants », Maintenant, no 4, mars-avril 1914[20]
- « Je ne comprendrai jamais comment Victor Hugo a pu, quarante ans durant, faire son métier. Toute la littérature, c’est : ta, ta, ta, ta, ta, ta. L’Art, l’Art, ce que je m’en fiche de l’Art ! » — « Oscar Wilde est vivant ! », Maintenant, no 3, octobre-novembre 1913[21]

## Publications

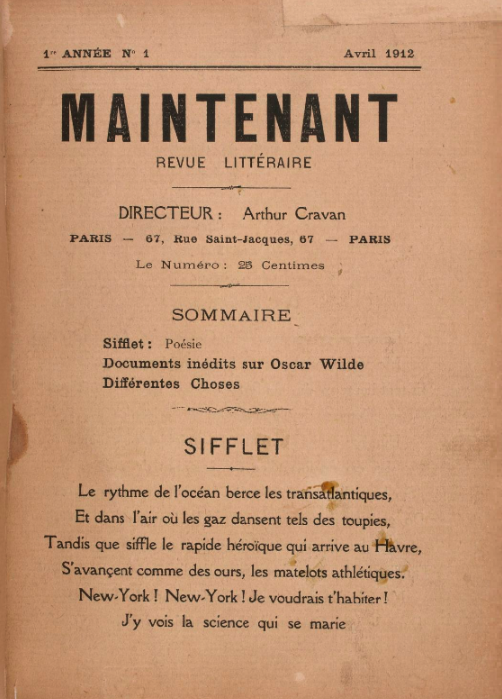
Page titre de Maintenant, avril 1912.

### RevueMaintenant
Arthur Cravan est le directeur de publication et le principal rédacteur de cette revue qui compte cinq livraisons entre avril 1912 et mars 1915.
- Numéro 1, avril 1912.
- Numéro 2, juillet 1913.
- Numéro 3, Oscar Wilde est vivant !, octobre-novembre 1913.
- Numéro 4, L'Exposition des Indépendants, mars-avril 1914.
- Numéro 5, Poète et boxeur ou l'Âme au Vingtième Siècle, mars-avril 1915 (lire les numéros sur Gallica).

À la fin du no 5 est annoncé un no 6, jamais paru, « à lire dans un an » avec au sommaire deux titres de poésie, « Les Tricots » et « Atmosphériques de la Morte de Couleur à Tahiti ».

### Publications posthumes
- [Arthur Cravan, directeur de publication], Maintenant, texte présenté par Bernard Delvaille, Paris, Éditions Éric Losfeld, 1957 ; réédition sous le titre, J'étais cigare : Maintenant, suivi de Fragments et d'une lettre, en 1970.
- Maintenant : collection complète, reproduction en fac-similé, préfaces de François Bott et Maria Lluisa Borras, Paris, Jean-Michel Place, 1977.
- Œuvres. Poèmes, articles, lettres, repères biographiques, illustrations, témoignages sur Arthur Cravan, édition établie par Jean-Pierre Begot, Paris, Éditions Gérard Lebovici, 1987 ; réédition : Paris, Éditions Ivrea, 1992  (ISBN 2851841793).
- Maintenant, texte intégral de la revue suivi de Poèmes, chronique, fragments et documents, présentés et annotés par Gabriel Saisseval, Toulouse, Éditions Ombres, 2010.  (ISBN 978-2-84142-189-3)
- Pas Maintenant. 35 lettres inédites à Sophie Treadwell, suivi de la nouvelle édition de Notes d'après manuscrit, établi par Bertrand Lacarelle, Grenoble, Éditions Cent Pages, 2014  (ISBN 978-2-9163-9037-6).
- Adieu, je pars à la gare, 35 lettres inédites à Sophie Treadwell, notes de Bertrand Lacarelle, Grenoble, Éditions Cent Pages, 2016  (ISBN 978-2-916390-65-9).